# ماتیناتا
ماتیناتا (به ایتالیایی: Mattinata) یک کومونه در ایتالیا است که در استان فوجا واقع شده‌است.

## خصوصیات
ماتیناتا ۷۲ کیلومترمربع مساحت و ۶٬۵۱۰ نفر جمعیت دارد و ۸۰ متر بالاتر از سطح دریا واقع شده‌است.